# Список дипломатических миссий Мексики

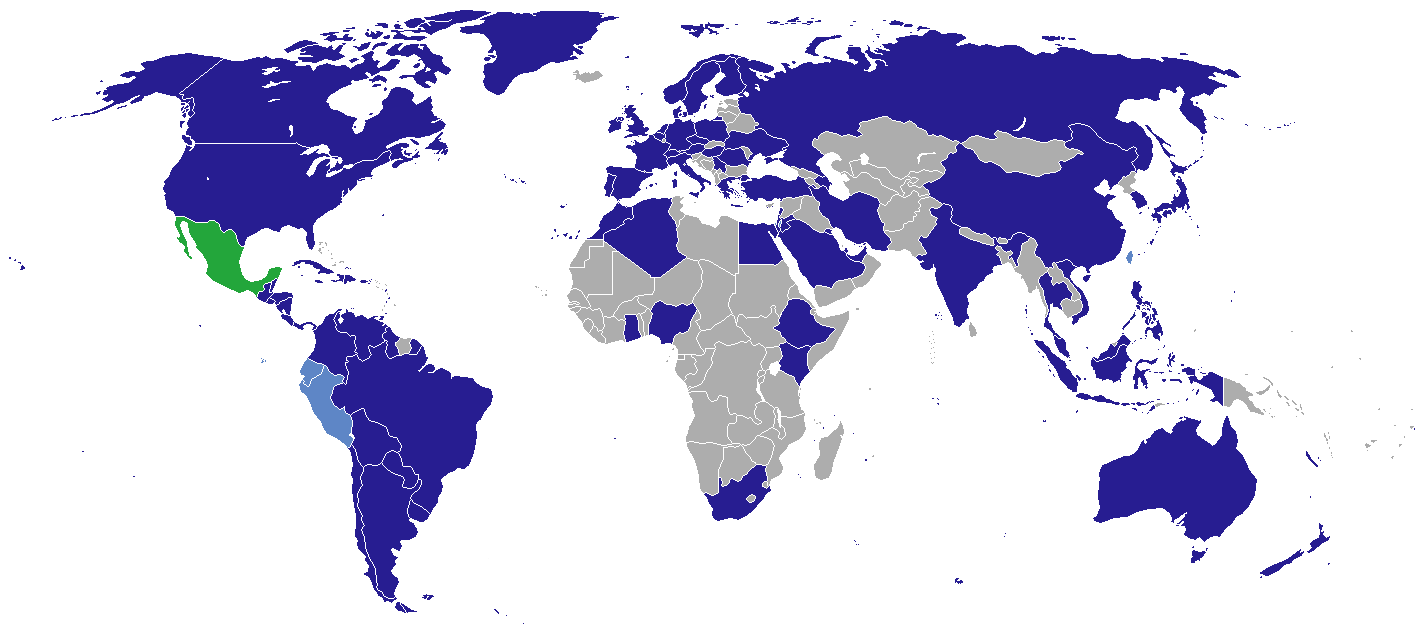

Список дипломатических миссий Мексики — в наше время Мексика имеет широкую сеть своих дипломатических представительств по всему миру. Только в США работают 50 мексиканских консульств — это наибольшее число иностранных представительств, размещённых в какой-либо стране.

## Европа

Посольство Мексики в Киеве

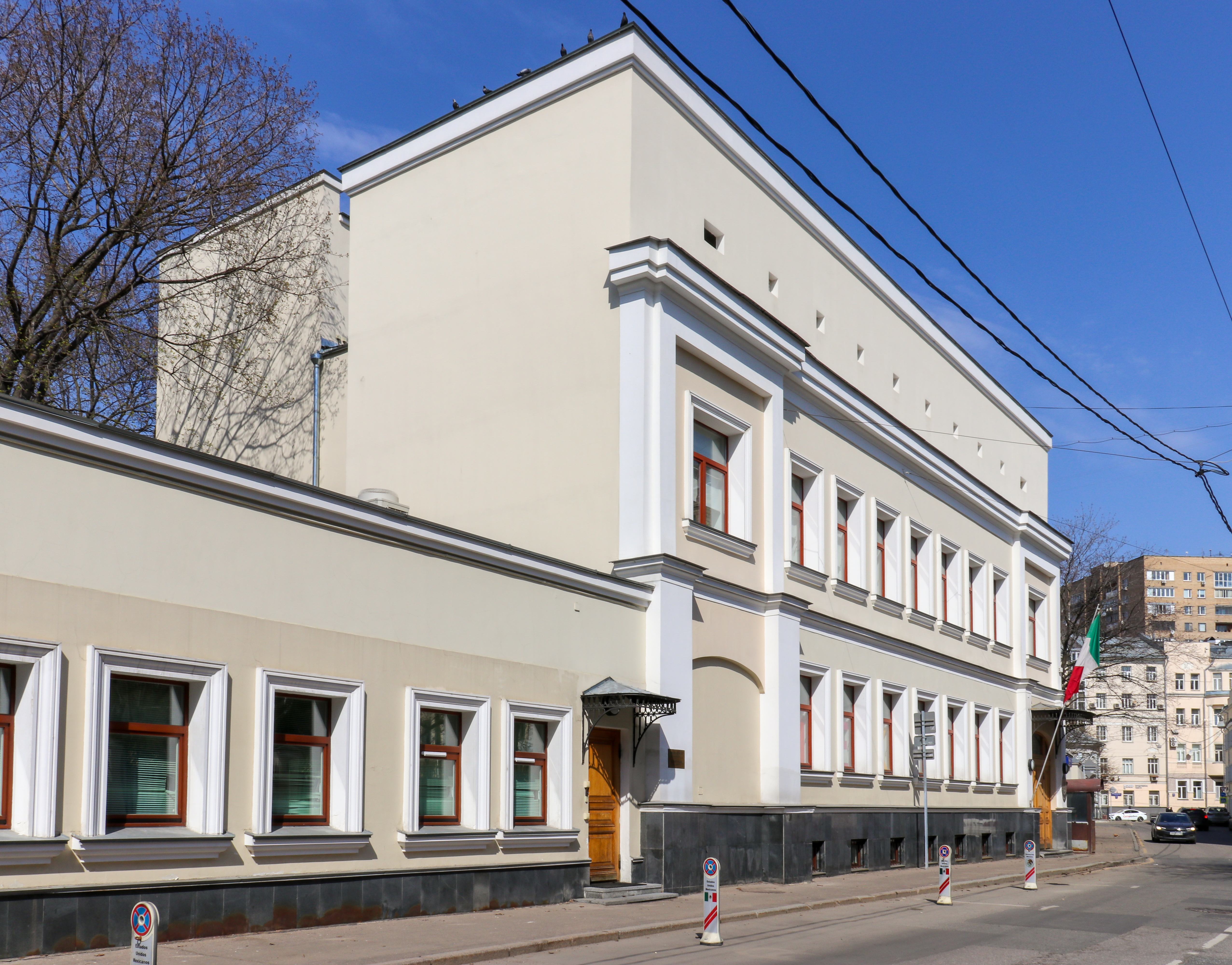
Посольство Мексики в Москве

- Австрия, Вена (посольство)
- Азербайджан, Баку (посольство)
- Бельгия, Брюссель (посольство)
- Чехия, Прага (посольство)
- Дания, Копенгаген (посольство)
- Финляндия, Хельсинки (посольство)
- Франция, Париж (посольство)
  - Страсбург (консульство)
- Германия, Берлин (посольство)
  - Франкфурт-на-Майне (консульство)
- Греция, Афины (посольство)
- Ватикан (посольство)
- Венгрия, Будапешт (посольство)
- Ирландия, Дублин (посольство)
- Италия, Рим (посольство)
  - Милан (консульство)
- Нидерланды, Гаага (посольство)
- Норвегия, Осло (посольство)
- Польша, Варшава (посольство)
- Португалия, Лиссабон (посольство)
- Румыния, Бухарест (посольство)
- Россия, Москва (посольство)
- Сербия, Белград (посольство)
- Испания, Мадрид (посольство)
  - Барселона (консульство)
- Швеция, Стокгольм (посольство)
- Швейцария, Берн (посольство)
- Украина, Киев (посольство)
- Великобритания, Лондон (посольство)

## Северная Америка
- Белиз, Бельмопан (посольство)
  - Белиз (консульство)
- Канада, Оттава (посольство)
  - Монреаль (генеральное консульство)
  - Торонто (генеральное консульство)
  - Ванкувер (генеральное консульство)
  - Калгари (консульство)
  - Лимингтон (консульство)
- Коста-Рика, Сан-Хосе (посольство)
- Куба, Гавана (посольство)
- Доминиканская Республика, Санто-Доминго (посольство)
- Сальвадор, Сан-Сальвадор (посольство)
- Гватемала, Гватемала (посольство)
  - Флорес (консульство)
  - Кесальтенанго (консульство)
  - Текун-Уман (консульство)
- Гаити, Порт-о-Пренс (посольство)
- Гондурас, Тегусигальпа (посольство)
  - Сан-Педро-Сула (консульство)
- Ямайка, Кингстон (посольство)
- Никарагуа, Манагуа (посольство)
- Панама, Панама (посольство)
- Сент-Люсия, Кастри (посольство)
- Тринидад и Тобаго, Порт-оф-Спейн (посольство)
- США, Вашингтон (посольство)
  - Атланта (генеральное консульство)
  - Остин (генеральное консульство)
  - Бостон (генеральное консульство)
  - Чикаго (генеральное консульство)
  - Даллас (генеральное консульство)
  - Денвер (генеральное консульство)
  - Эль-Пасо (генеральное консульство)
  - Хьюстон (генеральное консульство)
  - Ларедо (генеральное консульство)
  - Лос-Анджелес (генеральное консульство)
  - Майями (генеральное консульство)
  - Нью-Йорк (генеральное консульство)
  - Ногалес (генеральное консульство)
  - Финикс (генеральное консульство)
  - Роли (генеральное консульство)
  - Сакраменто (генеральное консульство)
  - Сан-Антонио (генеральное консульство)
  - Сан-Диего (генеральное консульство)
  - Сан-Франциско (генеральное консульство)
  - Сан-Хосе (генеральное консульство)
  - Сан-Хуан (генеральное консульство)
  - Альбукерке (генеральное консульство)
  - Анкоридж (консульство)
  - Бойсе (консульство)
  - Браунсвилл (консульство)
  - Калексико (консульство)
  - Дель-Рио (консульство)
  - Детройт (консульство)
  - Дуглас (консульство)
  - Игл-Пасс (консульство)
  - Фресно (консульство)
  - Индианаполис (консульство)
  - Канзас-Сити (консульство)
  - Лас-Вегас (консульство)
  - Литтл-Рок (консульство)
  - Мак-Аллен (консульство)
  - Новый Орлеан (консульство)
  - Оклахома-Сити (консульство)
  - Омаха (консульство)
  - Орландо (консульство)
  - Окснард (консульство)
  - Нью-Брансуик (консульство)
  - Филадельфия (консульство)
  - Портленд (консульство)
  - Пресидио (консульство)
  - Сент-Пол (консульство)
  - Солт-Лейк-Сити (консульство)
  - Сан-Бернардино (консульство)
  - Санта-Ана (консульство)
  - Сиэтл (консульство)
  - Тусон (консульство)
  - Юма (консульство)

## Южная Америка
- Аргентина, Буэнос-Айрес (посольство)
- Боливия, Ла-Пас (посольство)
- Бразилия, Бразилиа (посольство)
  - Рио-де-Жанейро (генеральное консульство)
  - Сан-Паулу (генеральное консульство)
- Чили, Сантьяго (посольство)
- Колумбия, Богота (посольство)
- Гайана, Джорджтаун (посольство)
- Парагвай, Асунсьон (посольство)
- Перу, Лима (посольство)
- Уругвай, Монтевидео (посольство)
- Венесуэла, Каракас (посольство)

## Ближний и Средний Восток
- Иран, Тегеран (посольство)
- Израиль, Тель-Авив (посольство)
- Иордания, Амман (посольство)
- Кувейт, Эль-Кувейт (посольство)
- Ливан, Бейрут (посольство)
- Государство Палестина, Рамаллах (представительство)
- Катар, Доха (посольство)
- Саудовская Аравия, Эр-Рияд (посольство)
- Турция, Анкара (посольство)
  - Стамбул (консульство)
- ОАЭ, Дубай (генеральное консульство)

## Африка
- Алжир, Эль-Джазаир (посольство)
- Египет, Каир (посольство)
- Эфиопия, Аддис-Абеба (посольство)
- Гана, Аккра (посольство)
- Кения, Найроби (посольство)
- Марокко, Рабат (посольство)
- Нигерия, Абуджа (посольство)
- ЮАР, Претория (посольство)

## Азия
- Китай, Пекин (посольство)
  - Гуанчжоу (генеральное консульство)
  - Гонконг (генеральное консульство)
  - Шанхай (генеральное консульство)
- Индия, Нью-Дели (посольство)
  - Мумбаи (консульство)
- Индонезия, Джакарта (посольство)
- Япония, Токио (посольство)
- Южная Корея, Сеул (посольство)
- Малайзия, Куала-Лумпур (посольство)
- Филиппины, Манила (посольство)
- Сингапур (посольство)
- Тайвань, Тайбэй (торговое представительство)
- Таиланд, Бангкок (посольство)
- Вьетнам, Ханой (посольство)

## Океания
- Австралия, Канберра (посольство)
- Новая Зеландия, Веллингтон (посольство)

## Международные организации
- Аддис-Абеба (постоянный наблюдатель при ОАЕ)
- Брюссель (постоянная миссия при ЕС)
- Женева (постоянная миссия при учреждениях ООН)
- Монтевидео (постоянная миссия при ЛАИ и постоянный наблюдатель при MERCOSUR)
- Найроби (постоянная миссия при учреждениях ООН)
- Нью-Йорк (постоянная миссия при ООН)
- Париж (постоянная миссия при ЮНЕСКО)
- Рим (постоянная миссия при ФАО)
- Вена (постоянная миссия при учреждениях ООН)
- Вашингтон (постоянная миссия при ОАГ)